# Beacon Falls
Beacon Falls är en kommun (town) i New Haven County i delstaten Connecticut, USA med cirka 5 246 invånare (2000).